# (13596) 1994 PD18
A (13596) 1994 PD18 a Naprendszer kisbolygóövében található aszteroida. Eric Walter Elst fedezte fel 1994. augusztus 10-én.